# 反射弧
反射弧（英語：reflex arc）反射弧是控制反射動作的神經通路。有兩種類型的反射弧：自主反射弧（影響內臟）和體反射弧（影響肌肉）。反射弧是实现反射活动的神经结构。由感受器、两段神经、中枢神经、效应器五个部分组成。神经系统的活动是各种各样简单或复杂的反射活动，反射弧的结构也有简有繁。在最简单的反射弧中，传入神经元和传出神经元直接在中枢内接触，称为单突触反射，如膝反射。复杂的反射弧有许多中间神经元，神经元的连接方式主要有：（1）辐散式；（2）聚合式；（3）链锁状。由于中枢神经系统内神经元的结构与神经元间联系的复杂性，使各种反射活动能互相配合，互相协调而精确地进行。